# Halowe Mistrzostwa Świata w Lekkoatletyce 2004 – bieg na 400 m mężczyzn
Bieg na 400 m mężczyzn – jedna z konkurencji rozgrywanych podczas halowych mistrzostw świata w lekkoatletyce w 2004. Eliminacje odbyły się 5 marca, a półfinały i finał zostały rozegrane 6 marca.
Do eliminacji zgłoszonych zostało 27 zawodników z 23 państw.
Zawody w tej konkurencji wygrał reprezentant Grenady Alleyne Francique. Drugą pozycję zajął zawodnik z Jamajki Davian Clarke, trzecią zaś reprezentujący Demokratyczną Republikę Konga Gary Kikaya.

## Wyniki

### Eliminacje
Źródło: 
Bieg 1
| Miejsce | Zawodnik         | Państwo           | Wynik | Uwagi |
| ------- | ---------------- | ----------------- | ----- | ----- |
| 1.      | Milton Campbell  | Stany Zjednoczone | 47,35 |       |
| 2.      | Gregory Haughton | Jamajka           | 47,71 |       |
| 3.      | Lloyd Zvasiya    | Zimbabwe          | 47,81 | SB    |
| 4.      | Adam Potter      | Wielka Brytania   | 47,82 |       |
| 5.      | Cheong Man Fong  | Makau             | 55,17 | SB    |
| –       | Matija Šestak    | Słowenia          | DNS   |       |

Bieg 2
| Miejsce | Zawodnik           | Państwo   | Wynik | Uwagi |
| ------- | ------------------ | --------- | ----- | ----- |
| 1.      | Sofiane Labidi     | Tunezja   | 46,97 |       |
| 2.      | Chris Brown        | Bahamy    | 47,08 |       |
| 3.      | Salvador Rodríguez | Hiszpania | 47,53 |       |
| –       | Ioan Vieru         | Rumunia   | DSQ   |       |
| –       | Daryl Vassallo     | Gibraltar | DNS   |       |

Bieg 3
| Miejsce | Zawodnik          | Państwo           | Wynik | Uwagi |
| ------- | ----------------- | ----------------- | ----- | ----- |
| 1.      | Joe Mendel        | Stany Zjednoczone | 47,33 |       |
| 2.      | Casey Vincent     | Australia         | 47,42 |       |
| 3.      | California Molefe | Botswana          | 47,58 |       |
| 4.      | Ato Stephens      | Trynidad i Tobago | 47,62 |       |
| 5.      | Chris Lloyd       | Dominika          | 47,78 | SB    |

Bieg 4
| Miejsce | Zawodnik         | Państwo           | Wynik | Uwagi |
| ------- | ---------------- | ----------------- | ----- | ----- |
| 1.      | Davian Clarke    | Jamajka           | 46,36 |       |
| 2.      | David Canal      | Hiszpania         | 46,67 |       |
| 3.      | Zsolt Szeglet    | Węgry             | 46,92 |       |
| 4.      | David McCarthy   | Irlandia          | 46,94 |       |
| 5.      | Ernie Candelario | Filipiny          | 48,92 | SB    |
| 6.      | Geoffrey Bai     | Papua-Nowa Gwinea | 50,57 | SB    |

Bieg 5
| Miejsce | Zawodnik              | Państwo                       | Wynik | Uwagi |
| ------- | --------------------- | ----------------------------- | ----- | ----- |
| 1.      | Alleyne Francique     | Grenada                       | 46,76 |       |
| 2.      | Gary Kikaya           | Demokratyczna Republika Konga | 47,09 |       |
| 3.      | Robert Daly           | Irlandia                      | 47,42 |       |
| 4.      | Nagmeldin Ali Abubakr | Sudan                         | 47,85 |       |
| –       | Marcelo Figueroa      | Salwador                      | DNS   |       |

### Półfinały
Źródło: 
Bieg 1
| Miejsce | Zawodnik       | Państwo                       | Wynik | Uwagi |
| ------- | -------------- | ----------------------------- | ----- | ----- |
| 1.      | Davian Clarke  | Jamajka                       | 46,34 |       |
| 2.      | Gary Kikaya    | Demokratyczna Republika Konga | 46,46 | SB    |
| 3.      | Joe Mendel     | Stany Zjednoczone             | 46,56 |       |
| 4.      | David Canal    | Hiszpania                     | 46,70 |       |
| 5.      | David McCarthy | Irlandia                      | 47,34 |       |
| 6.      | Casey Vincent  | Australia                     | 47,68 |       |

Bieg 2
| Miejsce | Zawodnik          | Państwo           | Wynik | Uwagi |
| ------- | ----------------- | ----------------- | ----- | ----- |
| 1.      | Alleyne Francique | Grenada           | 46,32 |       |
| 2.      | Sofiane Labidi    | Tunezja           | 46,61 |       |
| 3.      | Milton Campbell   | Stany Zjednoczone | 46,67 |       |
| 4.      | Chris Brown       | Bahamy            | 46,68 |       |
| 5.      | Gregory Haughton  | Jamajka           | 46,81 |       |
| 6.      | Zsolt Szeglet     | Węgry             | 47,16 |       |

### Finał
Źródło: 
| Miejsce | Zawodnik          | Państwo                       | Wynik | Uwagi |
| ------- | ----------------- | ----------------------------- | ----- | ----- |
| 01 !    | Alleyne Francique | Grenada                       | 45,88 | SB    |
| 02 !    | Davian Clarke     | Jamajka                       | 45,92 | SB    |
| 03 !    | Gary Kikaya       | Demokratyczna Republika Konga | 46,30 | SB    |
| 4.      | Sofiane Labidi    | Tunezja                       | 46,48 |       |
| 5.      | Milton Campbell   | Stany Zjednoczone             | 46,74 |       |
| 6.      | Joe Mendel        | Stany Zjednoczone             | 47,34 |       |